# Demjankiwci
Demjankiwci – wieś na Ukrainie, w obwodzie chmielnickim, w rejonie dunajowieckim, nad Studenycią.